# U-155 (1941)
U-155 — большая океанская немецкая подводная лодка типа IX-C, времён Второй мировой войны.
Заказ на постройку лодки был отдан судостроительной компании АГ Везер в Бремене 25 сентября 1939 года. Лодка была заложена 1 октября 1940 года под строительным номером 997, спущена на воду 12 мая 1941 года, 23 августа 1941 года под командованием капитан-лейтенанта Адольфа-Корнелиуса Пининга вошла в состав учебной 4-й флотилии. 1 февраля 1942 года вошла в состав 10-й флотилии. 15 августа 1944 года вошла в состав 33-й флотилии.
Лодка совершила 10 боевых походов, в которых потопила 25 судов (126 664 брт), а также потопила британский эскортный авианосец HMS Avenger (13 785 т), и один американский вспомогательный боевой корабль (6 736 брт). 30 июня 1945 года в Вильгельмсхафене передана союзникам, отправлена в Шотландию. 21 декабря 1945 года потоплена в Шотландии в рамках операции «Дэдлайт». Координаты 55°35′ с. ш. 07°39′ з. д..